# Gammanema paramenzeli
Gammanema paramenzeli is een rondwormensoort uit de familie van de Selachinematidae. De wetenschappelijke naam van de soort is voor het eerst geldig gepubliceerd in 1935 door Allgén.